# ناند حاد المنقار
ناند حاد المنقار (الاسم العلمي:Nandus oxyrhynchus) هو نوع من الأسماك يتبع جنس الناند من فصيلة النانديات.